# Hieracium atratum
Hieracium atratum — вид рослин із родини айстрових (Asteraceae).

## Середовище проживання
Зростає у Європі (Австрія, Чехія, Словаччина, Франція, Німеччина, Італія, Норвегія, Польща, Румунія, Швеція, Швейцарія, Україна).
В Україні вид росте у субальпійському та альпійському поясах — у Карпатах.